# Juan Ponce de León

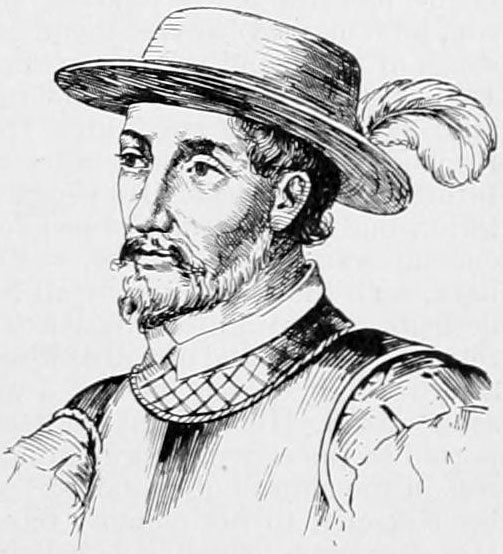
Juan Ponce de León

Juan Ponce de León (Santervás de Campos (Castilië), vermoedelijk 8 april 1460 - Havana (Cuba), juli 1521) was een Spaanse conquistador en slavenhouder. Hij stamde uit een adellijk geslacht en was verwant aan het in Spanje heersende huis Habsburg. 

## Ponce de León en La Florida
In 1493 voer Ponce de León op de tweede ontdekkingsreis van Christoffel Columbus naar Hispaniola, waar hij een opstand onder de Indianen in 1502 met harde hand neersloeg. Hierdoor kreeg hij in 1504 van Nicolás de Ovando de titel gouverneur van Higüey. 
In 1505 liet hij bij de Río Yuma in San Rafael de Yuma een huis bouwen dat nu een museum is. De bahía de Boca Yuma (baai van de Yuma-monding) gebruikte hij als haven en werd bekend als Puerto de Higüey, nu Boca de Yuma. Hij gebruikte de haven voor de bevoorrading van schepen naar de omgeving en Spanje. Deze goederen kwamen van de encomienda-landerijen van Ponce de León die, zoals gebruikelijk in die tijd, door slaven (zowel indianen als later ingevoerde Afrikanen) werden bewerkt.
In 1508 landde hij op het eiland Puerto Rico en stichtte er een nederzetting, waarna het eiland volgens het encomienda-systeem werd gekoloniseerd. Een groot deel van de inheemse bevolking stierf als gevolg van de door de Spanjaarden meegebrachte Europese en Afrikaanse ziekten. 
De oorspronkelijke inwoners van de Caraïben vertelden hem over de Fontein van de Eeuwige Jeugd, in de hoop dat Ponce zou vertrekken. 
Hun list slaagde, en op 2 april 1513, paaszondag, zette de Spanjaard als eerste Europeaan voet aan wal in wat later de Verenigde Staten van Amerika zouden worden. Hij noemde het gebied La Florida, omdat er veel bloemen groeiden. De oorspronkelijke bewoners begroetten de Spanjaarden toen nog vriendelijk.
Juan Ponce de León keerde in 1521 terug naar Florida om het schiereiland te koloniseren. Hij kwam aan land bij het huidige Charlotte Harbor (of misschien Sanibel Island), maar de bewoners (de Seminole) hadden zich tegen de conquistadores gekeerd. Berichten hadden hen bereikt dat Spanjaarden zoals Lucas Vásquez de Ayllón en Francisco Gordillo die de bewoners van Haïti en Georgia in slavernij brachten en de Turks- en Caicoseilanden ontvolkten om aan verdere slaven te geraken. Ponce de León kreeg niet de kans hetzelfde encomienda-beleid van slavernij of ontvolking toe te passen in Florida: hij werd geraakt door een pijl en stierf als gevolg hiervan op 61-jarige leeftijd op Cuba.